# 龙州石柑
龙州石柑（学名：Pothos balansae）是天南星科石柑属的植物。分布于越南北部以及中国大陆的广西等地，目前尚未由人工引种栽培。